# Старац Силуан
Силуан био је српски православни монах и песник који је живео и радио у светогорском манастиру Хиландару у 14. веку. О њему се врло мало зна.
Мистична традиција молитве позната као исихазам оставила је снажан печат у српској средњовековној књижевности и уметности, што је видљиво већ у делима Доментијана и Теодосија Хиландарца, али најистакнутије у делима архиепископа Данила II, патријарха Јефрема, монаха Исаије и Силуан.
Силуан је аутор химни Светом Сави и Светом Симеону (Стефану Немањи). Историја познаје два српска монаха под именом Силуан који су радили на Атосу, који су живели у размаку од два века, али су истраживачи склони да Силуану из 14. века приписују ауторство стихова за Светог Симеона и Стихова за Саву. Анализе два старосрпска вербална орнаментика, приписана Силуану из 14. века, појављују се у делу Романа Јакобсона; Силуан је представљен као један од најпросвећенијих песника свог времена, са невероватном способношћу да сажима медитативну филозофију у неколико речи.